# Order Przyjaznych Chmur
Order Przyjaznych Chmur (chiń. trad. 卿雲勳章; pinyin Qīngyún xūnzhāng) – odznaczenie cywilne Republiki Chińskiej.
Ustanowiony w 1941. Przyznawany za znaczący wkład w rozwój kraju. Dzieli się na 9 klas:
- I Klasa – Order Przyjaznych Chmur ze Specjalną Wielką Wstęgą
- II Klasa – Order Przyjaznych Chmur z Wielką Wstęgą
- III Klasa – Order Przyjaznych Chmur z Zieloną Wielką Wstęgą
- IV Klasa – Order Przyjaznych Chmur ze Wstęgą
- V Klasa – Order Przyjaznych Chmur ze Wstęgą Specjalną
- VI Klasa – Order Przyjaznych Chmur ze Specjalną Rozetą
- VII Klasa – Order Przyjaznych Chmur z Rozetą
- VIII Klasa – Order Przyjaznych Chmur ze Specjalną Wstążką
- IX Klasa – Order Przyjaznych Chmur ze Wstążką

| Baretki Orderu Przyjaznych Chmur | Baretki Orderu Przyjaznych Chmur | Baretki Orderu Przyjaznych Chmur |
| -------------------------------- | -------------------------------- | -------------------------------- |
| I Klasa                          | II Klasa                         | III Klasa                        |
| IV Klasa                         | V Klasa                          | VI Klasa                         |
| VII Klasa                        | VIII Klasa                       | IX Klasa                         |

## Niektórzy posiadacze orderu[4][5][6]
- Walter S. Robertson (1959)[7]
- Pieter Willem Botha
- Denzil Douglas
- Dean Barrow